# 31665 Веблен
31665 Веблен (31665 Veblen) — астероїд головного поясу, відкритий 10 травня 1999 року.
Тіссеранів параметр щодо Юпітера — 3,230.
Названо на честь американського математика Освальда Веблена (англ. Oswald Veblen, 1880 – 1960).